# Warren Bankston
Warren Bankston é um ex-jogador profissional de futebol americano estadunidense

## Carreira
Warren Bankston foi campeão da temporada de 1976 da National Football League jogando pelo Oakland Raiders.